# Cleopatra Jones (personaggio)
Cleopatra Jones è un personaggio cinematografico fittizio, creato da Max Julien e interpretato da Tamara Dobson, apparso in due film di genere blaxploitation nel 1973 e 1975.

## Biografia
(Cleopatra Jones)
Cleopatra Jones è un'agente speciale che lotta contro il traffico di droga. Dopo aver fatto bruciare una piantagione di papaveri usati per la droga, scatena la vendetta di Mommy, capo di un'organizzazione di spacciatori.

## Filmografia
- Cleopatra Jones: Licenza di uccidere (Cleopatra Jones), diretto da Jack Starrett (1973)
- Operazione casinò d'oro (Cleopatra Jones and the Casino of Gold), diretto da Charles Bail (1975)